# Aina Moll Marquès
Aina Moll Marquès (Ciutadella, 14 d'agost de 1930 - Palma, 9 de febrer de 2019) fou una filòloga menorquina, figura central de la cultura i la normalització del català a les Balears i Catalunya. Era la filla gran de Francesc de Borja Moll, amb qui col·laborà en els dos darrers volums del Diccionari català-valencià-balear i va ser la primera directora general de Política Lingüística de la Generalitat de Catalunya del 1980 al 1988.

## Biografia

### Primers anys i formació

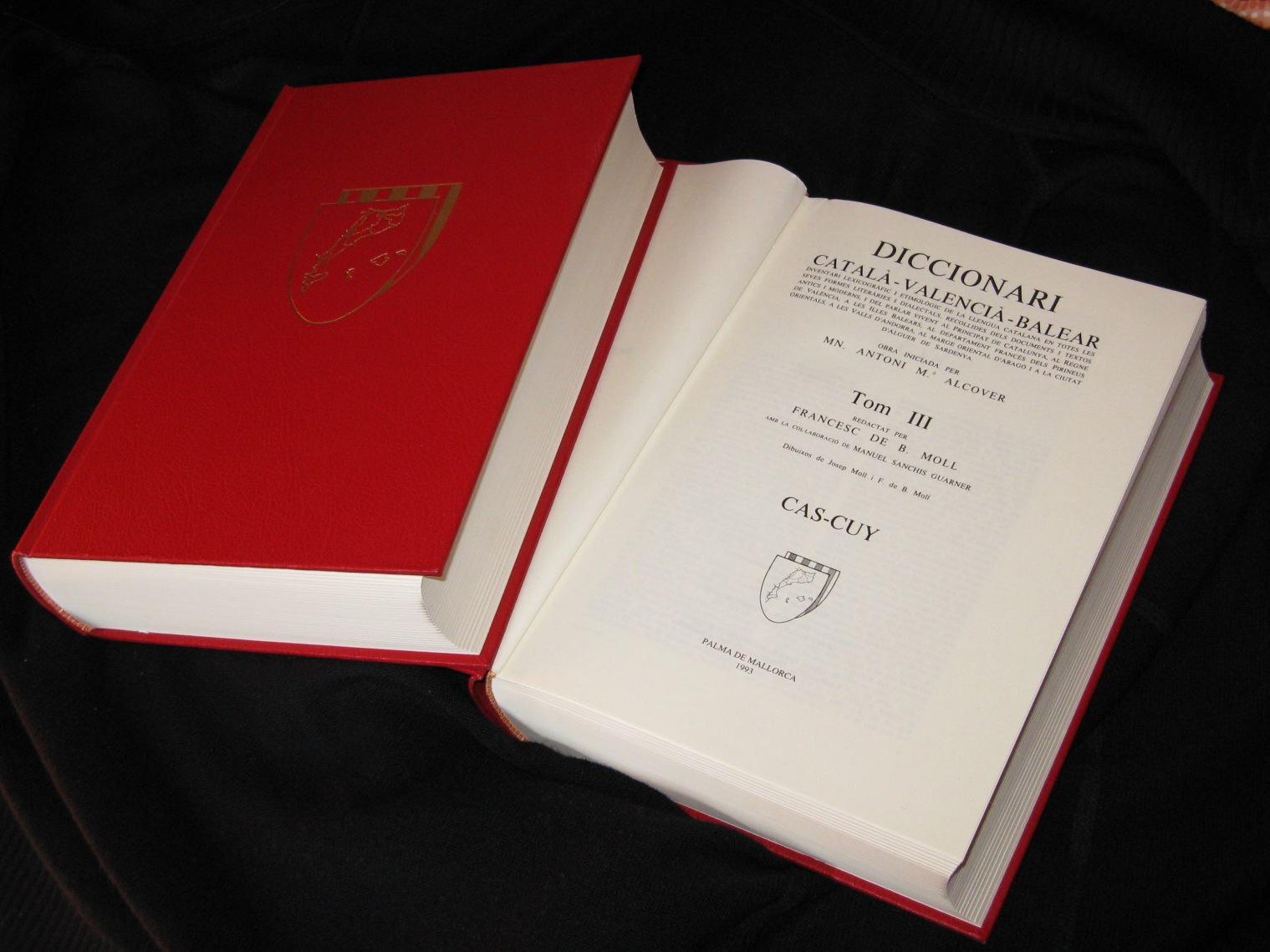
Diccionari català-valencià-balear

De pares menorquins establerts a Mallorca, Aina Moll va néixer a Ciutadella el 14 d'agost de 1930 en una família de vuit fills. La dedicació del seu pare, Francesc de Borja Moll, a la redacció i edició del Diccionari català-valencià-balear va influir en la seva vocació fins al punt que esdevindria col·laboradora seva.
Quan va esclatar la Guerra civil ella i la seva germana estaven a Menorca, a casa dels avis, i allà van passar els anys de conflicte, formant-se amb el seu avi en un ambient rural. Als onze anys va entrar a l'Institut Joan Alcover de Palma.
En acabar el batxillerat va treballar amb la seva germana Francesca en un recull del vocabulari de Joaquim Ruyra, que l'any 1948 va obtenir el premi Marià Aguiló de l'Institut d’Estudis Catalans. Igualment, es va iniciar en la dialectologia, acompanyant al seu pare i a Manuel Sanchis Guarner en un viatge de recerca per a l'Atlas lingüístico de la península Ibérica (ALPI) que els va portar a recórrer Catalunya durant tres mesos.
Després va estudiar Filosofia i Lletres a la Universitat de Barcelona, primer per lliure i a partir de segon com a alumna oficial, i es va llicenciar el 1953 en l'especialitat de Filologia Romànica, amb premi extraordinari. Aquell mateix any va formar part del grup d'estudiants que van treballar en l'organització del IX Congrés Internacional de Lingüística i Filologia Romàniques que es va fer a Barcelona, del qual n'era secretari Antoni Maria Badia i Margarit. Aquells anys es va afiliar a la Société de Linguistique Romane que organitzava aquests congressos.
En acabar la carrera va centrar la seva atenció en la seva tesi doctoral sobre el dialecte eivissenc, dirigida per Badia i Margarit, i va integrar-se plenament als cursos d'estiu organitzats per l'Estudi General Lul·lià, que dirigia el seu pare, i la Universitat de Barcelona. Durant anys va ser professora de català de l'Estudi General i va fundar l'escola d'idiomes d'aquesta entitat.
L'any 1954 va ampliar estudis de filologia francesa a la Sorbona, gràcies a una beca del Govern francès, de fonètica a la Universitat d’Estrasburg, i alemany a Frankfurt. Dos anys més tard va obtenir de nou una beca per estudiar a la Universitat de Zúric, on va treballar amb Arnald Steiger. Paral·lelament va ser nomenada professora ajudant de pràctiques de la Càtedra de Gramàtica Històrica Espanyola de la Universitat de Barcelona (1953-1956) i va fer de professora suplent a l'Institut Joan Alcover.

### El Diccionari català-valencià-balear
L'any 1954 va començar a col·laborar de manera intensiva amb el seu pare en la preparació del Diccionari català-valencià-balear, primer treballant amb Sanchis Guarner i a partir de 1959 de manera autònoma. A banda de corregir les proves del Diccionari, per a l'Editorial Moll també va treballar com a directora de les col·leccions literàries Les illes d’or, Raixa, La Balanguera, fet que li va facilitar el contacte amb nombrosos escriptors catalans.
Igualment, mentre avançava en la seva tesi doctoral va col·laborar amb Sanchis Guarner, com a becària del Consell Superior d'Investigacions Científiques (CSIC), en la preparació de l'Atlas lingüístico de la Península Ibèrica. L'any 1959 va substituir al lingüista com a professora interina de francès a l'Institut Joan Alcover, plaça que va obtenir per oposició al 1961. Fins a l'any 1962 va compaginar la docència amb la seva feina al Diccionari i a l'Editorial Moll.

### Docència i divulgació
El fet d'aconseguir la plaça de professora va fer que progressivament deixés de banda les activitats de recerca en favor de la docència i la divulgació. Així, va aparcar la seva tesi i es va centrar en l'ensenyament, com a mestra de francès i català però també com a cap d'estudis, membre de diferents tribunals d'oposicions o tutora de pràctiques. Va publicar llibres de text de llengua francesa.
També va seguir participant activament, com havia fet des de jove, en les activitats culturals que es feien a Mallorca, primer en la clandestinitat i després tolerades pel règim franquista. Les tertúlies i trobades dels Amics de les Lletres i les accions que es feien des del secretariat del Diccionari des de Barcelona, València i Mallorca, coordinades per Joan Ballester i Canals, havien estat una veritable resistència cultural durant els anys cinquanta. Així, en acabar el Diccionari es va crear l'Obra Cultural Balear que, inspirada en Òmnium Cultural, va continuar aquesta dinàmica, i de la qual Aina Moll va ser un dels membres fundadors. Igualment va col·laborar en la formació de la seva filial CENC (Comissió per a l'Ensenyament i Normalització del Català), que seguia el model de Rosa Sensat.
Durant els anys setanta va intensificar la seva participació en les activitats cíviques de promoció de la llengua i la cultura catalanes. Va formar part del Grup Català de Sociolingüística i del secretariat del Congrés de Cultura Catalana de Mallorca. Aquesta activitat la va posar en contacte amb representants del món polític català i va propiciar que formés part de diversos grups de treball de la transició, com la Comissió de Transferències Estat-Consell General Interinsular (1978) o la comissió redactora de l'avantprojecte de l'Estatut d’autonomia (1977-1980).
Entre 1978 i 1980 va coordinar els cursos d'estiu de català que feia la Càtedra Ramon Llull a Mallorca. Igualment, durant aquells anys va presidir el primer tribunal de professors agregats de català de batxillerat (1979) i va ser secretària general del comitè organitzador del XVI Congrés Internacional de Lingüística i Filologia Romàniques (1980).

### Activitat política
L'any 1980 va ser nomenada directora general de Política Lingüística de la Generalitat de Catalunya. El seu objectiu al capdavant de la Direcció era apropar-se al públic i promoure la normalització lingüística, motiu pel qual va iniciar una intensa activitat, com la que va generar la campanya per a explicar la Llei de normalització lingüística a Catalunya del 1983. Alguns d'aquests projectes de difusió van servir de model a altres països o comunitats amb problemes de coexistència de llengües.
Va formar part de la Consell Interdepartamental de Recerca i Innovació Tecnològica (CIRIT) i de la Comissió Interdepartamental de Promoció de la Dona en representació del Departament de Cultura. Igualment, va mantenir importants relacions internacionals, ja fos participant en congressos o bé representant la Generalitat en viatges oficials, fet que li va permetre establir contacte amb institucions acadèmiques i polítiques d'arreu.
En deixar el càrrec el 1988, va reprendre l'activitat docent a l'Institut Joan Alcover, la seva col·laboració amb l'Obra Cultural Balear i les activitats de divulgació i promoció de la llengua catalana. De la seva participació en un programa setmanal a TVE-Balears en sortiria el llibre La nostra llengua que es va publicar al 1990.
L'any 1989 va ser nomenada coordinadora general de la Campanya de Normalització Lingüística de les Illes Balears, que incloïa programes gestionats per l'Obra Cultural Balear i d'altres que eren responsabilitat exclusiva de cada institució. A partir de 1990 i fins al 1996 es va enfocar en l'Oficina de la Campanya de Normalització Lingüística i en les relacions de les Illes amb la resta dels Països Catalans i de l'estranger.
Al 1993 va ingressar a la Secció Filològica de l'Institut d’Estudis Catalans, dins de la qual va promoure accions del camp de la lexicografia i en qüestions relacionades amb la parla. També va assessorar l'edició balear de la Bíblia catalana interconfessional, que es va publicar el 1994.
Entre 1995 i 1996 fou assessora lingüística del govern balear.
L'any 2004 va publicar la biografia del seu pare Francesc de B. Moll: la fidelitat tossuda.

## Guardons i reconeixements
Al llarg de la seva trajectòria vital i professional Aina Moll va obtenir nombrosos premis i distincions, entre els quals destaquen:
- 1988: Creu de Sant Jordi de la Generalitat de Catalunya.
- 1988: Premi Marià Aguiló de l'Institut d'Estudis Catalans.[8]
- 1997: Premi Ramon Llull del Govern de les Illes Balears.
- 1999: Premi Ars Magna de la Casa Catalana de Mallorca.[8]
- 2008: Premi Pompeu Fabra de la Generalitat de Catalunya a la trajectòria professional, científica o cívica.[8][9]
- 2010: Medalla al mèrit de la Conselleria d'Educació i Cultural del Govern de les Illes Balears per la seva trajectòria educativa, cultural i cívica.[8][9]
- 2012: Medalla d'or de la ciutat de Palma.[8]
- 2015: Medalla d'Or del Consell de Mallorca[10]

Igualment, l'any 2012 la Universitat Oberta de Catalunya la va nomenar doctora honoris causa.
Pel que fa als reconeixements, l'any 2008 el municipi de Sencelles li va fer un homenatge promogut per la delegació de l'Obra Cultural Balear. Amb motiu del seu vuitanta aniversari, l'Institut d'Estudis Catalans, que acabava d'inaugurar la seva seu de Palma, va organitzar també un acte de reconeixement. Finalment, el 2011 Col·legi Eugenio López de Palma va canviar el seu nom pel d'Escola Aina Moll i Marquès. El 2022 Ferrocarrils de la Generalitat de Catalunya li van posar el seu nom a un tren.

## Obres
- Moll, Aina. La nostra llengua.  Editorial Moll, 1990. ISBN 8427306318.
- Moll, Aina. «El paper de la premsa local en la normalització lingüística». A: Reflexions sobre el paper de la premsa local a Menorca.  Alaior: Associació de Premsa Local de Menorca, 2005, p. 27-32. ISBN 84-609-5671-7.
- Moll, Aina. Francesc de B. Moll: la fidelitat tossuda.  Palma: Ajuntament de Palma, 2004. ISBN 84-89034-78-8.
- Moll, Aina. Els treballs lul·lístics de Francesc de Borja Moll.  Palma: CETEM, 2004.
- Moll, Aina. «Francesc de B. Moll i la normativa». A: Jornades de la Secció Filològica de l'Institut d'Estudis Catalans a les Illes Balears: any de Francesc de B. Moll.  Barcelona i Palma: Institut d’Estudis Catalans i Govern de les Illes Balears, 2003, p. 41-52. ISBN 84-7283-763-7.
- Moll, Aina. La nostra llengua a l'Europa del 2000.  Manacor: Patronat de l'Escola Municipal de Mallorquí, 1990. ISBN 8427306318.
- Moll, Aina. Por la normalización lingüística de Cataluña (en castellà).  Barcelona: Departament de Cultura i Mitjans de Comunicació de la Generalitat de Catalunya, 1981.
- Moll, Aina. «Problemàtica del català estàndard». A: Actes del Cinquè Col·loqui Internacional de Llengua i Literatura Catalanes: Andorra, 1-6 d'octubre de 1979.  Barcelona: Publicacions de l'Abadia de Montserrat, 1980, p. 571-585. ISBN 84-7202-409-1.
- Moll, Aina «Sufijos nominales y adjetivales en ibicenco». Revista de Filología Española, núm. 41, 1957, p. 342-371.